# Espaces et Sociétés
Espaces et Sociétés est une revue scientifique interdisciplinaire de géographie, d’architecture et d’urbanisme, et plus largement des sciences humaines et sociales.
Elle est sous-titrée revue critique internationale de l’aménagement de l’architecture et de l’urbanisation.
La revue fut fondée par Henri Lefebvre et Anatole Kopp.
Elle traite de questions socio-spatiales qui se posent dans le champ scientifique et dans le domaine public.